# 42. nordlige breddekreds
Den 42. nordlige breddekreds (eller 42 grader nordlig bredde) er en breddekreds, der ligger 42 grader nord for ækvator. Den løber gennem Europa, Middelhavet, Asien, Stillehavet, Nordamerika og Atlanterhavet.